# Jerzy Wojtowicz (historyk)
Jerzy Wojtowicz (ur. 24 października 1924 w Rumoce, zm. 7 kwietnia 1996 w Toruniu) – polski historyk gospodarki, społeczeństwa i kultury.

## Życiorys
Urodził się w Rumoce, wsi leżącej w powiecie mławskim na Mazowszu. Od 1940 roku działał w konspiracji, w Batalionach Chłopskich (pseudonim „Pogodny”). Za swą działalność konspiracyjną otrzymał Krzyż Partyzancki, Krzyż Walecznych oraz Krzyż Armii Krajowej. Po wojnie przez krótki czas był nauczycielem w szkole wiejskiej w Dąbrowie koło Mławy. Następnie podjął studia dziennikarskie w Warszawie, wkrótce jednak zrezygnował z nich. W 1951 r. ukończył studia historyczne na UMK, gdzie przeszedł kolejno wszystkie szczeble kariery naukowej od stanowiska zastępcy asystenta aż do tytułu profesora zwyczajnego, uzyskanego w 1979 roku. Jego zainteresowania badawcze koncentrowały się głównie wokół Oświecenia w Europie. Członek Societas Jablonoviana przy Uniwersytecie w Lipsku od 1978. Zmarł 7 kwietnia 1996 roku.

## Odznaczenia[3]
- Krzyż Kawalerski Orderu Odrodzenia Polski (1979)
- Złoty Krzyż Zasługi
- Srebrny Krzyż Zasługi
- Krzyż Partyzancki
- Krzyż Walecznych
- Krzyż Armii Krajowej
- Medal 40-lecia Polski Ludowej
- Medal Komisji Edukacji Narodowej
- Odznaka Grunwaldzka